# Bathypogon robustus
Bathypogon robustus là một loài ruồi trong họ Asilidae. Bathypogon robustus được Hull miêu tả năm 1956. Loài này phân bố ở miền Australasia.